# Bečki dječaci
Bečki dječaci (njemački: Wiener Sängerknaben) su dječački zbor sa sjedištem u Beču. Jedan su od najpoznatijih dječjih zborova u svijetu. Dječaci su odabrani uglavnom iz Austrije, ali i iz mnogih drugih zemalja.
Zbor je privatna neprofitna organizacija. Postoji oko 100 zborskih pjevača u dobi između deset i četrnaest godina. Dječaci su podijeljeni u četiri zbora na turneji, zborovi su imenovani po skladateljima Bruckneru, Haydnu, Mozartu i Schubertu, izvode oko 300 koncerata svake godine a sluša ih gotovo 500.000 ljudi. Svaka skupina je na turnejama od oko devet do oko jedanaest tjedana.

## Povijest
Tijekom stoljeća, zbor je surađivao s mnogim skladateljima, uključujući Isaaca, Hofhaimera, Bibera, Fuxa, Caldara, Glucka, Salieria, Mozarta, Schuberta i Brucknera.
Današnji zbor je potomak zborova iz kasnog srednjeg vijeka. Zbor je za praktične svrhe, osnovan pismom Maksimilijana I. 7. srpnja 1498. U pismu car je uputio sudske službenike da zaposle učitelje pjevanja, dva basa i šest dječaka. Jurij Slatkonja postao je direktor ansambla. Uloga zbora je bila pružiti glazbenu pratnju na crkvenim misama.
Godine 1924. službeno je osnovan "Bečki dječaci Zbor" i razvio se u profesionalnoj glazbenoj skupini. Zbor je dobio svoje sada poznata plava i bijela pomorska odijela koja su uključivala i bodež.
Gerald Wirth je postao umjetnički direktor 2001. Koncem 21. stoljeća, zbor se našao pod pritiskom modernizacije i suočio s kritikama svojih glazbenih standarda, osnovan je i novi "suparnički" zbor u kojeg su prešli i neki članovi Bečkih dječaka. Zbor je nastojao obnoviti svoju sliku, snimanjem zabavne glazbe i usvajanjem alternativni novih uniformi.

## Vanjske poveznice
- Službena stranica (njemački) (engleski)
- Bečki dječaci u programu koncerta "Lisinski subotom" 30. siječnja 2016., Koncertna dvorana Vatroslava Lisinskog u Zagrebu, www.lisinski.hr (Pristupljeno: 6. srpnja 2020.)